# Мі-20
Мі-20 — проєкт вертольота, що розроблявся наприкінці 1960-х років, проєктувався як легкий однодвигунний багатоцільовий апарат. Розробка такого вертольота, що дістав згодом позначення Мі-20, задана урядовою постановою у 1965 році.
Початково як двигун для легкої машини розглядався ГТД-350 головного конструктора С. П. Ізотова, але під час випробувань невисокі технічні показники і мала надійність цього двигуна не дозволили його використати. Спроби знайти альтернативу не увінчались успіхом.
Чотиримісний Мі-20 мав планову масу 1200 кг, корисне навантаження 300 кг, швидкість 220—240 км/год, статичну стелю більш як 2500 м і динамічну — 6000 м.
Вертоліт не пішов далі натурного макета.